# Delta (Missouri)
Delta és una població dels Estats Units a l'estat de Missouri. Segons el cens del 2000 tenia 517 habitants.

## Demografia
Segons el cens del 2000, Delta tenia 517 habitants, 204 habitatges, i 136 famílies. La densitat de població era de 453,7 habitants per km².
Dels 204 habitatges en un 35,3% hi vivien nens de menys de 18 anys, en un 52,9% hi vivien parelles casades, en un 9,3% dones solteres, i en un 33,3% no eren unitats familiars. En el 29,4% dels habitatges hi vivien persones soles el 16,7% de les quals corresponia a persones de 65 anys o més que vivien soles. El nombre mitjà de persones vivint en cada habitatge era de 2,53 i el nombre mitjà de persones que vivien en cada família era de 3,16.
Per edats la població es repartia de la següent manera: un 25,5% tenia menys de 18 anys, un 9,7% entre 18 i 24, un 30,4% entre 25 i 44, un 20,1% de 45 a 60 i un 14,3% 65 anys o més.
L'edat mediana era de 36 anys. Per cada 100 dones de 18 o més anys hi havia 83,3 homes.
La renda mediana per habitatge era de 25.417 $ i la renda mediana per família de 39.250 $. Els homes tenien una renda mediana de 23.750 $ mentre que les dones 15.938 $. La renda per capita de la població era de 13.622 $. Entorn del 13,1% de les famílies i el 17,1% de la població estaven per davall del llindar de pobresa.

## Poblacions més properes
El següent diagrama mostra les poblacions més properes.